# هاسمیک هاکوبیان
هاسمیک آرمنی هاکوبیان (ارمنی: Հասմիկ Արմենի Հակոբյան؛ زادهٔ ۱۹ ژوئیهٔ ۱۹۸۸) یک  سیاستمدار اهل ارمنستان است که از تاریخ ۲۰۲۱ تا تاریخ ۲۰۲۶ سمت نمایندگی دوره هشتم مجلس ملی جمهوری ارمنستان را برعهده داشت.

## زندگی‌نامه
در ۱۹ ژوئیهٔ ۱۹۸۸  در ایروان به دنیا آمد و از دانشگاه دولتی علوم پرورشی خاچاطور آبوویان ارمنستان فارغ‌التحصیل شد. 